# Giovanni Rava
Giovanni Rava (Alba, 14 settembre 1874 – Agliè Canavese, 14 giugno 1944) è stato un pittore italiano.

## Biografia
Rava nacque ad Alba nel 1874. I suoi genitori erano entrambi della frazione Sant’Antonio di Magliano Alfieri, in provincia di Cuneo. Dopo aver praticato l'arte dei Manoscritti miniati, si convertì alla pittura paesaggistica mentre studiava all'Accademia Albertina di Torino sotto la guida di Giacomo Grosso e Pier Celestino Gilardi. Fra il 1911 e il 1912 trascorse un soggiorno in Libia mentre fra il 1920 e il 1921 visse in America Latina. Nel 1921 espose al Circolo degli Artisti di Torino alcuni dipinti sulle Vedute di Alba, un tipo di soggetto che continuerà ad affrontare per tutta la sua carriera. Rava morì nel 1944 ad Agliè Canavese.

## Galleria d'immagini

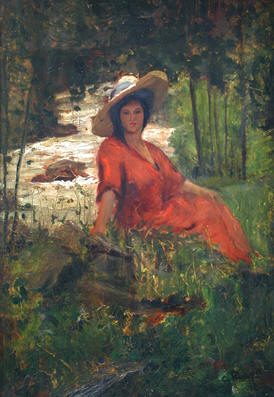
Cappuccetto Rosso (1926)
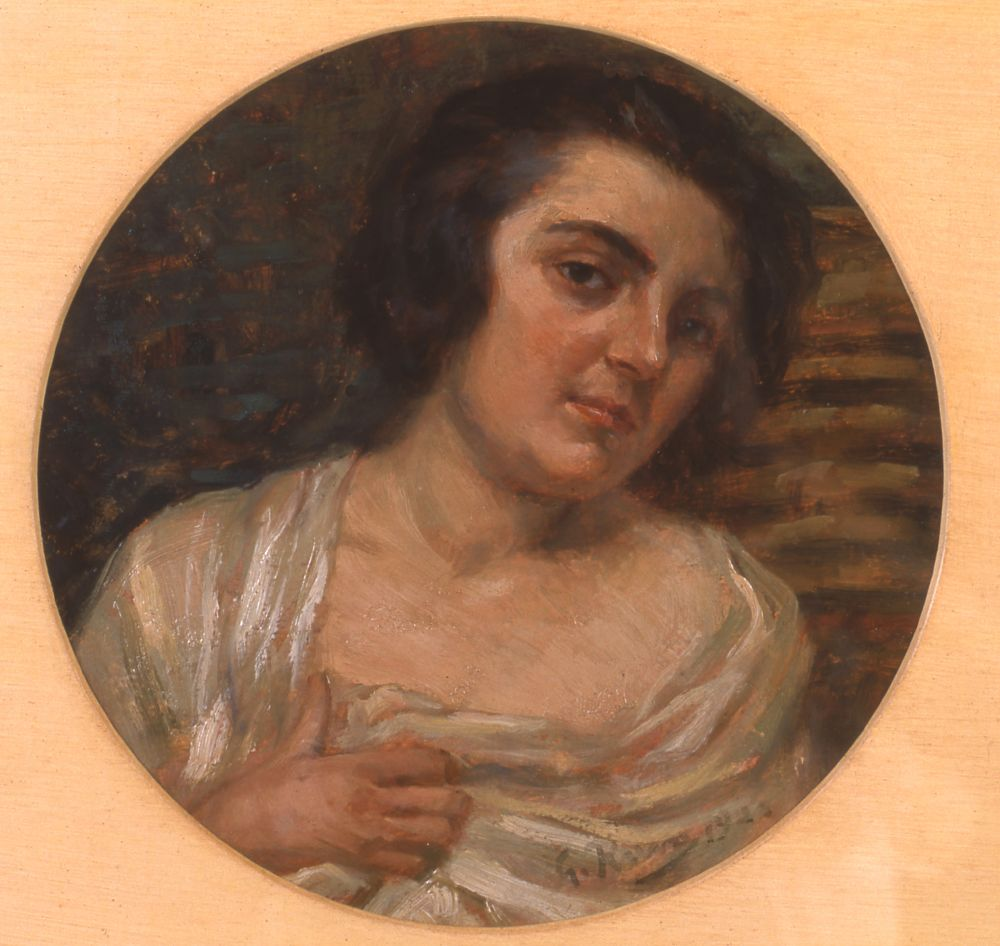
La pudica (prima del 1944)
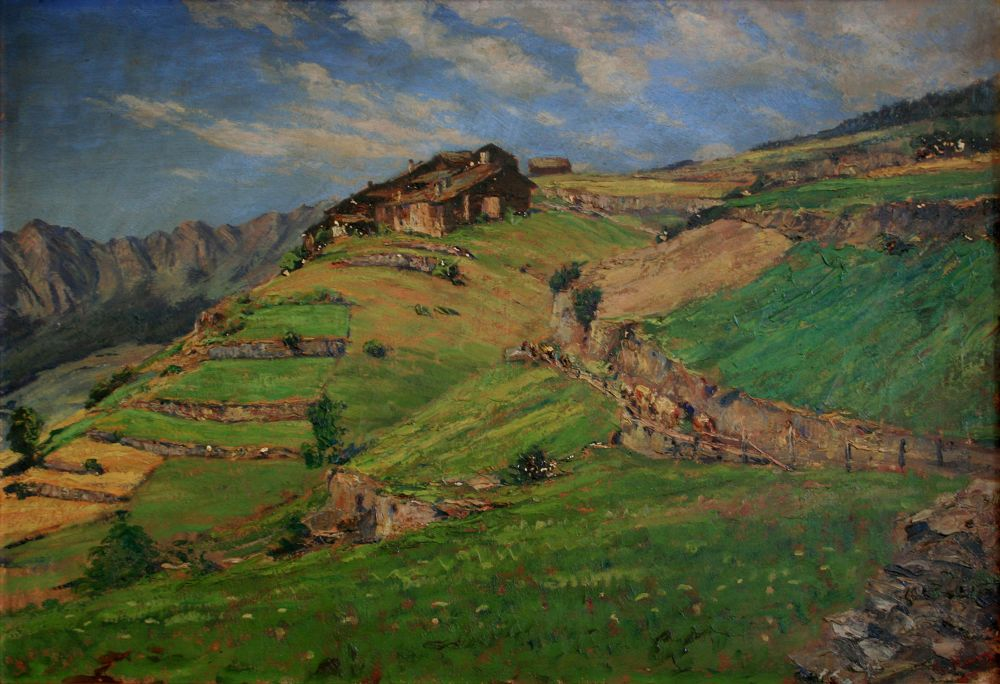
Terrazzamenti di montagna (prima del 1944)
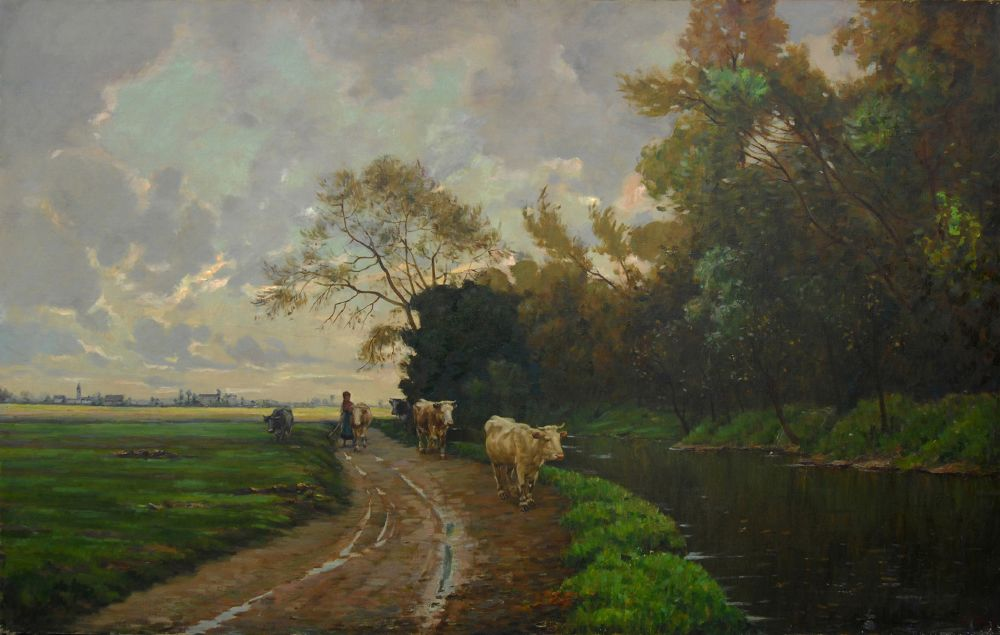
Ritorno dal pascolo nella pianura di Magliano (prima del 1944)
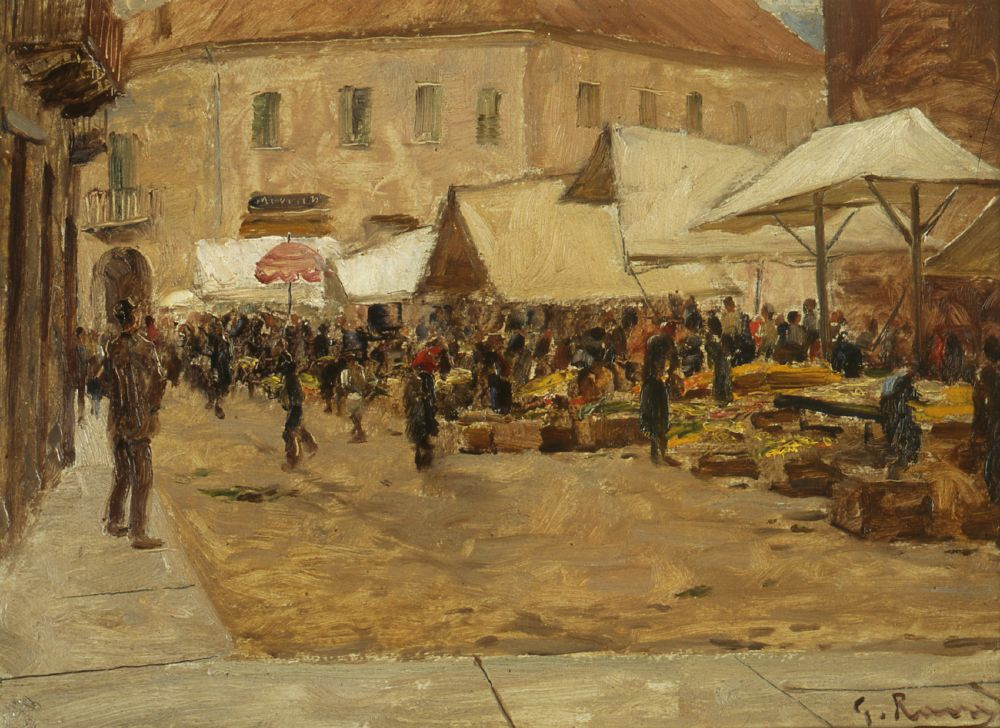
Mercato in Alba (prima del 1944)